# LST-325 (戦車揚陸艦)
LST-325 (USS LST-325) は、アメリカ海軍の戦車揚陸艦。LST-1級戦車揚陸艦の1隻。
現在インディアナ州エバンズビルに係留、展示されている。このタイプの他の艦船同様に特別な名前はなく記号表示により識別されている 。
2009年6月24日、アメリカ合衆国国家歴史登録財 (NRHP) に指定され、2009年7月2日、アメリカ合衆国国立公園局の週間リストに登録された。

## 艦歴

### アメリカ海軍 (1942年-1961年)
LST-325は1942年10月27日、ペンシルベニア州フィラデルフィアで進水した。北アフリカ地域でシチリアジェーラとイタリアサレルノへの侵攻に参加。1944年6月6日にはノルマンディー上陸作戦へ参加、オマハ・ビーチに投入された。初めての航海では車両59両、士官31名、下士官兵408名を乗艦させた。フランスからイギリスへ戻る途中で38名の死傷者を下艦させた。続く9ヶ月間でLST-325はヨーロッパの解放を達成するために必要な数千もの人員や物資を運ぶためイギリス海峡を40回以上往復した。1945年3月にアメリカに戻るまでイギリスとフランスの間を物資運搬のために運行し続けた。1946年7月2日、フロリダ州グリーン・コーブ・スプリングスで退役し、大西洋予備部隊のドックに入る。
1951年、海上輸送司令部所属のUSNS T-LST-325として再度就役し、北大西洋開発援助に参加して、カナダとグリーンランドの東海岸沿いに前哨部隊探査基地建設のためラブラドル海、デービス海峡、バフィン湾に入港した。1961年9月1日、海軍船舶登録簿より除籍され、国防予備船隊に係船するため所属を連邦海事局 (MARAD) に変更。

### ギリシャ海軍 (1964年-1999年)
1964年9月1日、無償援助の一環としてギリシャに向かう。1964年から1999年の間、ギリシャ海軍シロス (RHS Syros L-144) として活動。

## アメリカ海軍戦車揚陸艦記念博物館
2000年、退役軍人で構成されるThe USS LST Memorial, Inc.はこの艦船を入手。ギリシャから買い取り、補修してからアメリカへ向けて出航し2001年1月10日アラバマ州モービルへ到着。2003年、ミシシッピ川とオハイオ川を航行。インディアナ州エバンズビルで10日間35,000人以上が内覧した。2005年5月と6月バージニア州アレクサンドリア、マサチューセッツ州バザーズ湾、ボストン、グロスターなどの港を60日間かけて自家発電により航行。ニューヨーク州オリエントとコネチカット州ニューロンドンを結ぶフェリーとして日常的に使われている LST-510 や湾岸の浚渫船のMVコロンビアと同様に、数少ない航行可能な戦車揚陸艦の1つとされている。船員によると継続的にメンテナンスや修復が行なわれ元の形を留めている。2005年10月1日、インディアナ州エバンズビルに常時停泊することとなったが、毎年他の港にも訪れている。

### エバンズビル
第二次世界大戦中、インディアナ州エバンズビルの川岸に戦車揚陸艦のため45-エーカー (18 ha)の造船所が作られた。最盛期のエバンズビル造船所は従業員19,000人以上がおり、この規模の大型船を週に2隻完成させており、国内で最も大きな戦車揚陸艦造船所となった。エバンズビル造船所で24隻の普通船舶、167隻の戦車揚陸艦、35隻の他の船舶が作られた。現在LST-325はここに常時停泊し、戦車揚陸艦と軍事の記念博物館となっている。

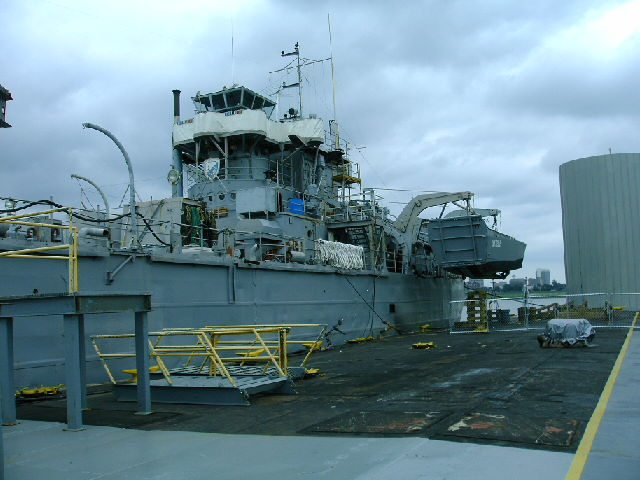
艦橋
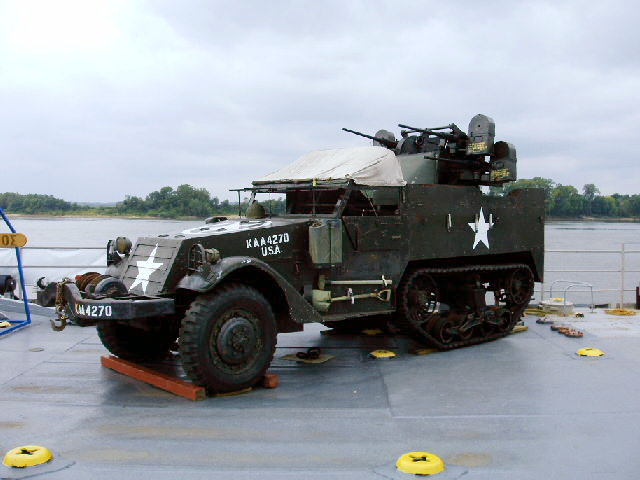
レストアされたM16 MGMC
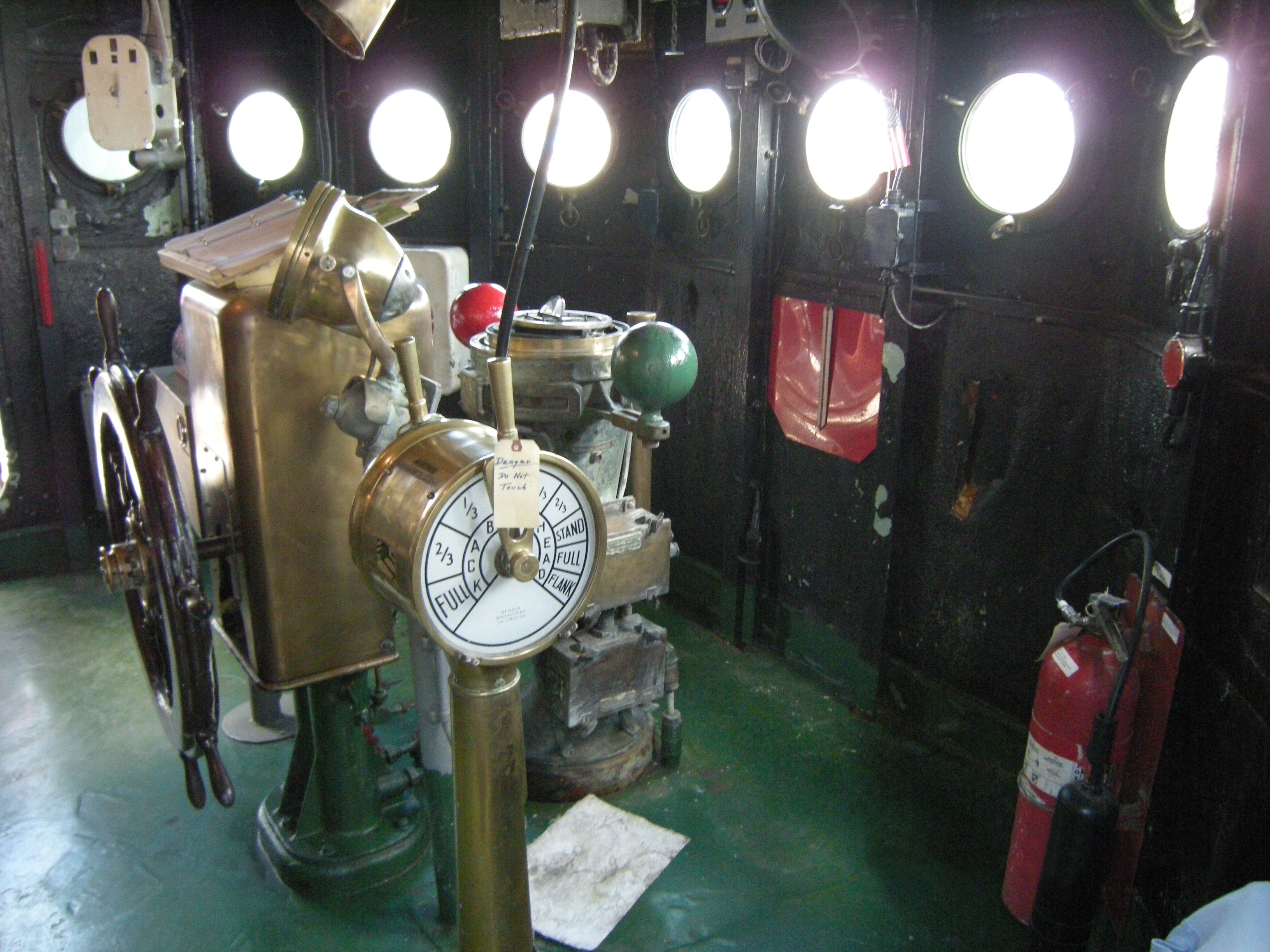
操舵輪とエンジンオーダーテレグラフ（英語版）
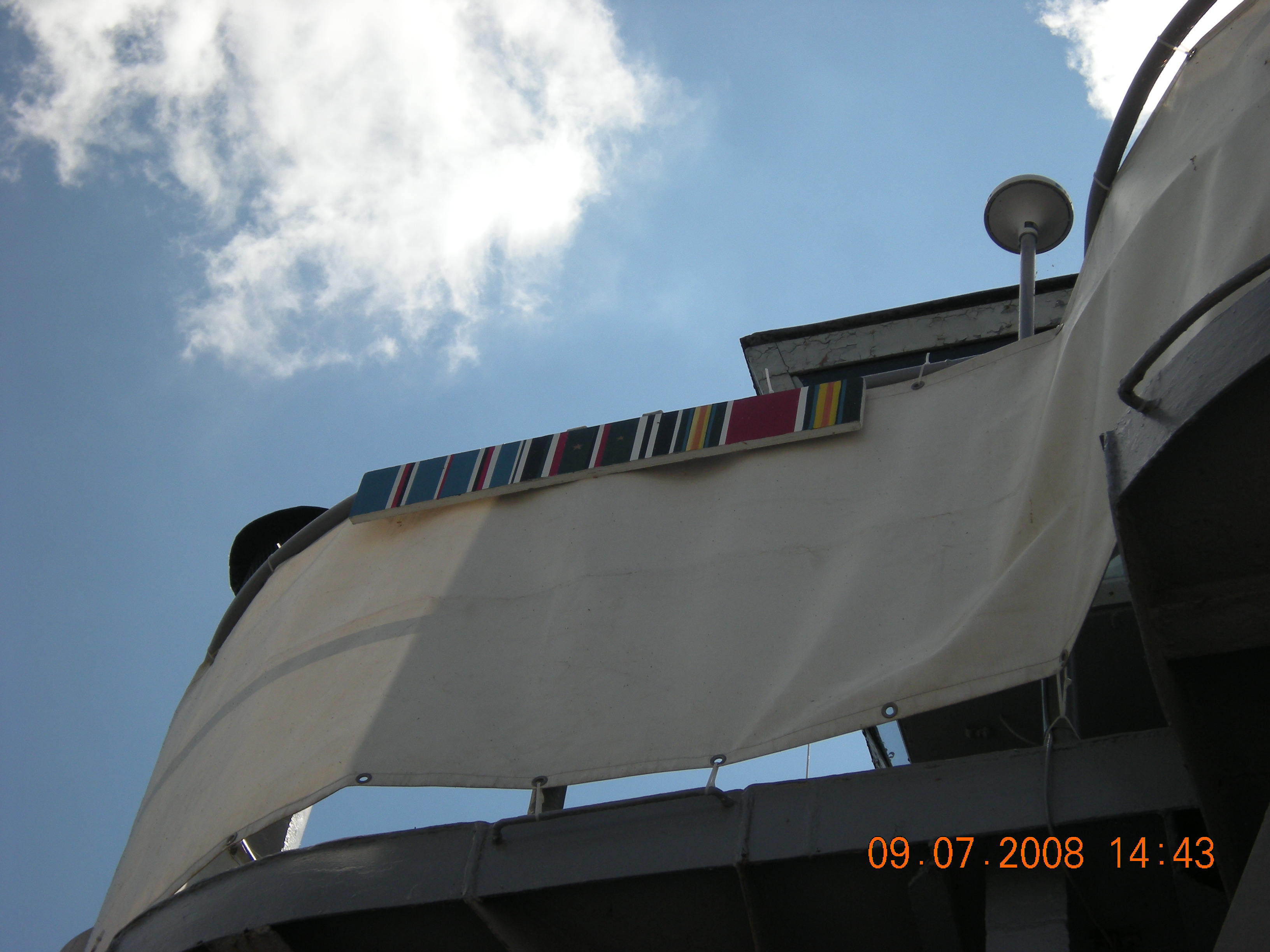
LST-325'の受章リボン：American Campaign Medal, European-African-Middle Eastern Campaign Medal with two service stars, World War II Victory Medal

## 参照
1. ↑  
Boeder, Steve (2008年12月22日). “National Register of Historic Places Registration: USS LST-325” (pdf).  National Park Service. 2009年8月12日閲覧。 (92 pages, with diagrams and approximately 40 photos)
2. ↑  
“National Register of Historic Places Program: Lists of Weekly Actions 2009”.  National Park Service. 2012年9月5日閲覧。

- この記事はアメリカ合衆国政府の著作物であるDictionary of American Naval Fighting Shipsに由来する文章を含んでいます。 記事はここで閲覧できます。
- この記事はアメリカ合衆国政府の著作物でありパブリックドメインであるNaval Vessel Registerに由来する文章を含んでいます。 記事はここで閲覧できます。
- Photo gallery of USS LST-325 at NavSource Naval History